# Tursiops
Tursiops là một chi động vật có vú trong họ Delphinidae, bộ Cetacea. Chi này được Gervais miêu tả năm 1855. Loài điển hình của chi này là Delphinus truncatus Montagu, 1821.

## Các loài
Chi này gồm các loài:
- Tursiops aduncus (Ehrenberg, 1833)
- Tursiops truncatus (Montagu, 1821) 
  - Tursiops truncatus ponticus
  - Tursiops truncatus truncatus
- Tursiops australis (Charlton-Robb et al., 2011)

## Hình ảnh

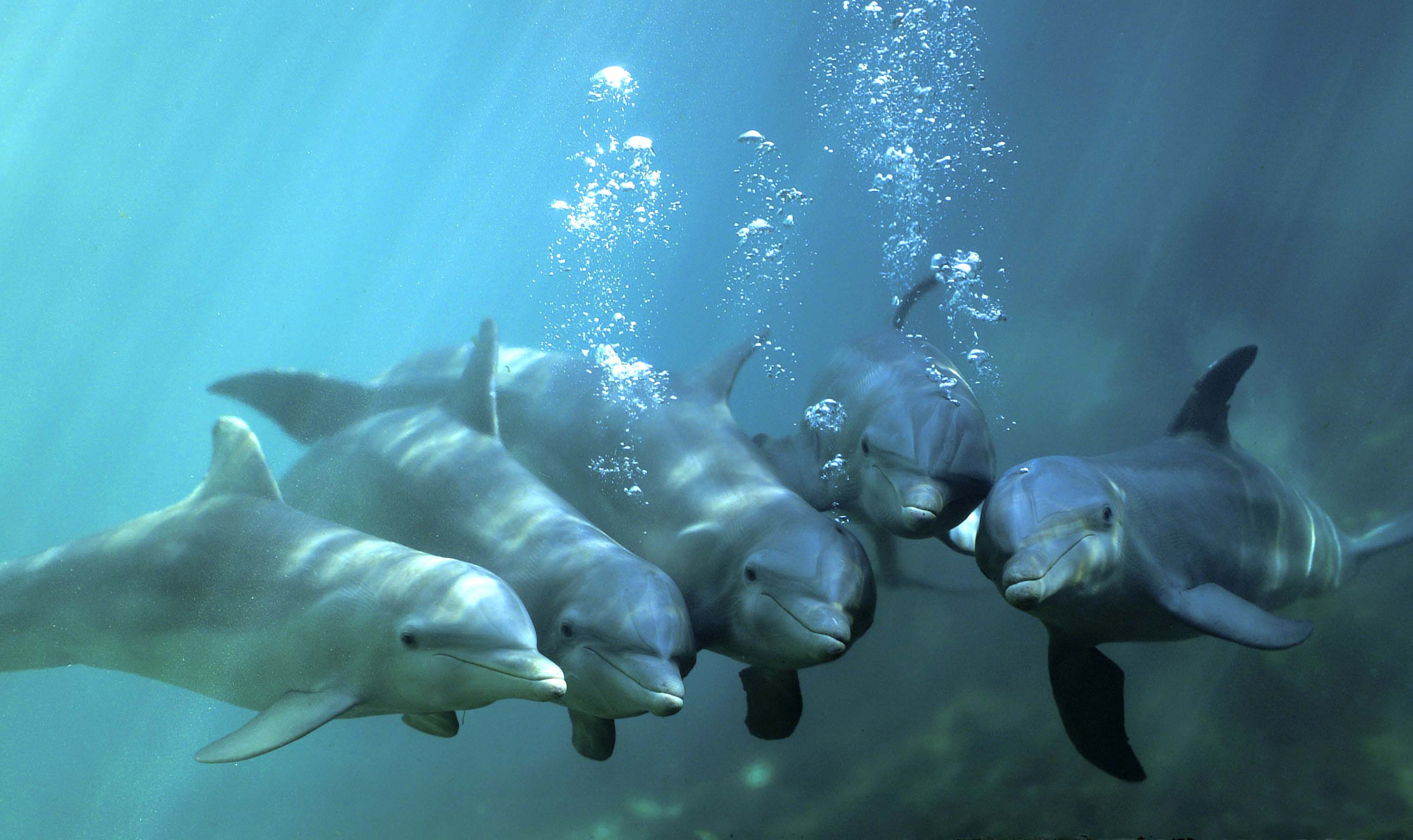
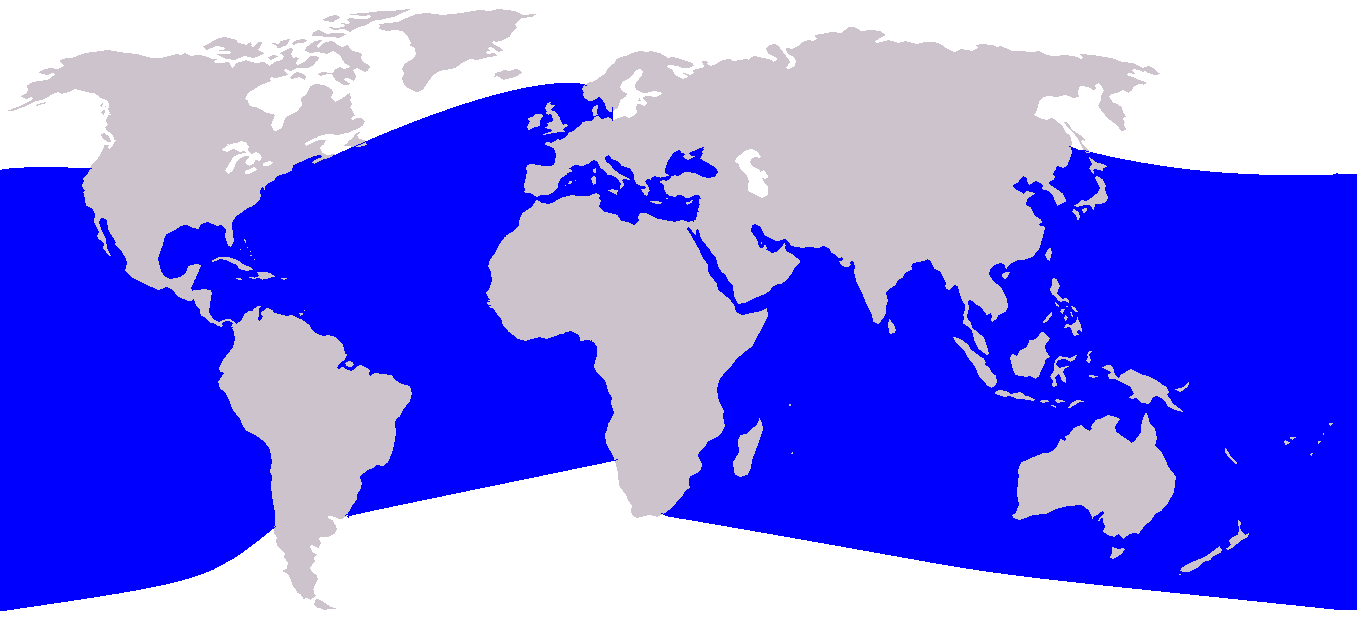
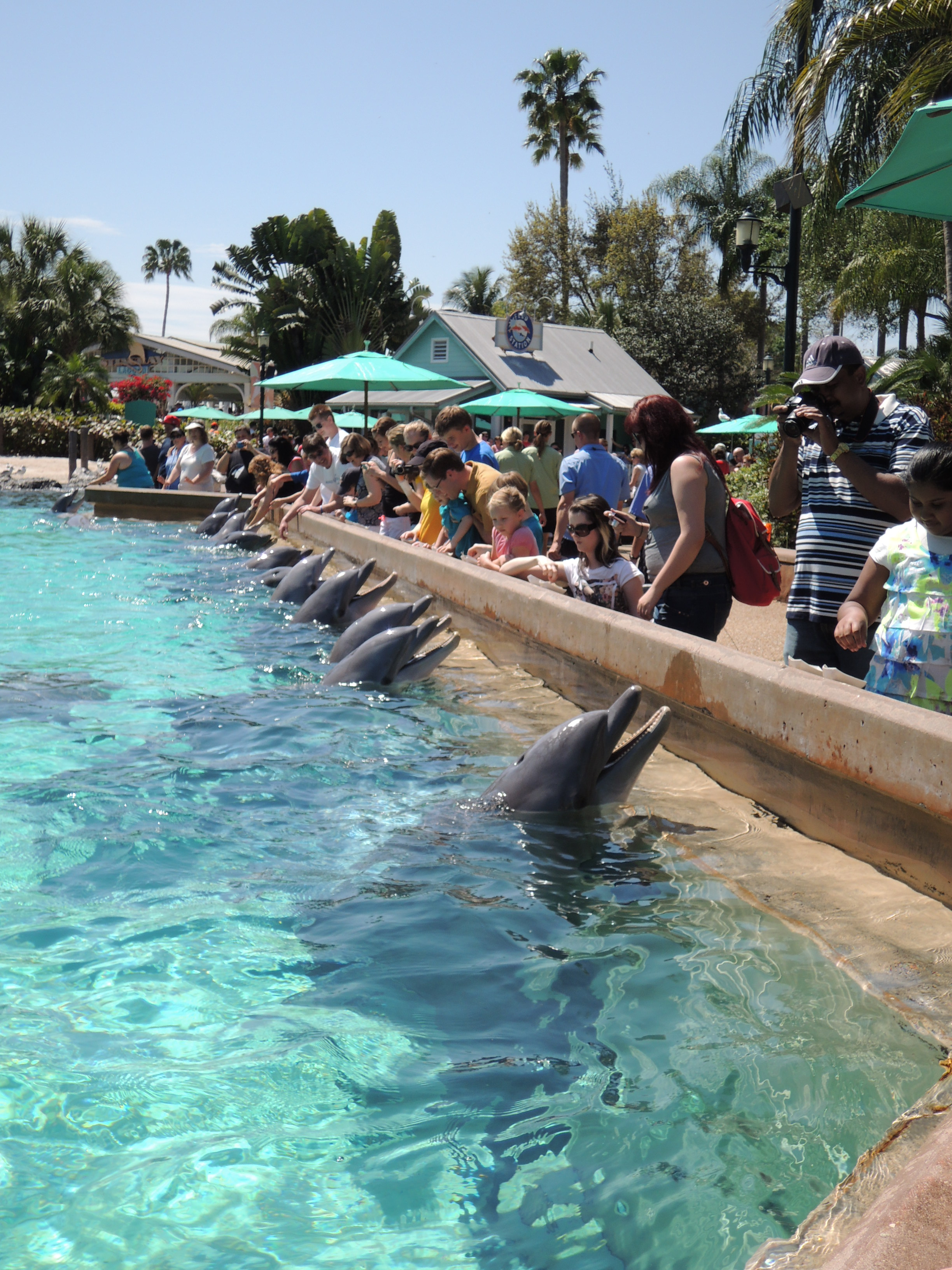